# Peter Nguura
Peter Nguura é um médico queniano, e ativista pela igualdade de género. 
Nguura e a sua equipa da AMREF Flying Doctors (Assistência Médica Via Aérea AMREF) estão empenhados em abolir esta prática. Na maioria dos países, a circuncisão feminina é ilegal. No entanto, continua a ser praticada e crê-se que 200 milhões de meninas e mulheres tenham sido vítimas de mutilação genital. Introduziram uma cerimónia alternativa para celebrar o momento em que as meninas se tornam mulheres, que se baseia em elementos importantes do antigo ritual. Ao escutarem, falarem e desafiarem velhos costumes, estão a conseguir que o antigo ritual seja substituído pelo novo, uma menina e uma aldeia de cada vez.

Peter Nguura esteve na exposição itinerante "Mundo Igualitário do ponto de vista do género - um tributo a quem luta pelos Direitos das Mulheres", constituída por quinze retratos de autoria da fotógrafa sueca Anette Brolenius, de personalidades que se distinguiram pela luta da Igualdade de Género e Direitos das Mulheres. Esta exposição esteve pela primeira vez em Portugal, abrindo ao público no dia 2 de março de 2020, no concelho do Funchal, na Região Autónoma da Madeira.